# Національний маніфест
Національний маніфест — документ, що 16 березня 2017 року підписали Організація українських націоналістів, Всеукраїнське об'єднання «Свобода», Національний корпус, Правий сектор, Конгрес українських націоналістів та С14.
Представлення Національного маніфесту відбулося у Київському міському будинку вчителя. Під ним підписалися лідери ВО «Свобода», «Правого сектора» та «Національного корпусу» ‒ Олег Тягнибок, Андрій Тарасенко та Андрій Білецький. Також документ підтримала ОУН на чолі з Богданом Черваком, Конгрес українських націоналістів під керівництвом Степана Брацюня, організація «С14» (лідер ‒ Сергій Мазур).
Маніфест укладено на основі програмових засад організацій-підписантів. Документ декларує єдність зусиль націоналістичних політичних сил у реалізації поставлених завдань.

## Вміст
Повний текст Національного маніфесту:

«Ми, українські націоналісти, усвідомлюючи катастрофічний стан нашої країни та маючи на меті здобуття й розбудову великої національної держави, здатної забезпечити добробут українців та майбутнє українських дітей, єднаємо свої зусилля на основі фундаментальних, беззаперечних, непорушних для нас усіх принципів та цілей і пропонуємо чіткий план першочергових кроків для досягнення цієї мети:
1. Визначити пріоритетом державної політики реалізацію національних інтересів України.
2. Сформувати новий вектор української геополітики — орієнтацію не на Захід або Схід, а на утворення нової Європейської єдності ‒ Балто-Чорноморського Союзу.
3. Визнати Російську Федерацію державою-агресором на всіх рівнях світової дипломатії. Розірвати дипломатичні відносини, блокувати окуповані території, припинити діяльність російського бізнесу в Україні, застосувати санкції до російського капіталу, товарів та послуг.
4. Законодавчо визнати „ОРДЛО“ окупованими територіями та розробити реальний план звільнення Криму і Донбасу від окупантів. Негайно розпочати реалізацію його розвідувально-диверсійної, економічної та інформаційної складових.
5. Повернути право на відновлення ядерного потенціалу як фундаментальної засади національної безпеки у зв'язку з порушенням Будапештського меморандуму.
6. Створити високотехнологічну професійну контрактну армію, а також резервну армію, укомплектовану за територіальним принципом.
7. Законодавчо закріпити право на збройний захист та вільне володіння зброєю.
8. Очистити від ворожої пропаганди український інформаційний простір. Культивувати традиційні цінності, зміцнювати національну свідомість і гідність. Забезпечити українській мові статус єдиної державної.
9. Провести реальну люстрацію як докорінне очищення влади, посилити кримінальну відповідальність за вчинення корупційних дій.
10. Запровадити дієву процедуру імпічменту Президента та ухвалити закон про відкликання депутатів усіх рівнів, суддів та посадовців.
11. Запровадити виборність суддів та певних категорій місцевих посадовців.
12. Ліквідувати олігархічний лад: повернути в державну власність надра, стратегічні об'єкти та підприємства, незаконно приватизовані після 1991 р., ліквідувати приватні монополії, припинити виведення капіталів в офшори.
13. Забезпечити трудові права українців і створити умови для дієвого профспілкового руху.
14. Ухвалити соціально справедливий Податковий кодекс, що сприятиме розвитку дрібного й середнього підприємництва.
15. Забезпечити розвиток національної атомної та альтернативної енергетики як запоруки енергетичної незалежності держави.
16. Заборонити торгівлю стратегічним ресурсом України ‒ землею сільськогосподарського призначення.
17. Запровадити, згідно з Конституцією, реальне самоврядування шляхом творення самодостатніх і повноважних територіальних громад.
18. Упорядкувати міграційну політику, що включає ефективну боротьбу з нелегальною міграцією та створення умов для повернення українців на Батьківщину.
19. Відновити позитивну динаміку в національній демографії: укріплювати інститут традиційної сім'ї, посилити національно-патріотичне виховання, робити ставку на молоде покоління.
20. Сприяти створенню єдиної помісної церкви з центром у Києві.

На утвердження цих положень ми готові віддати свої сили, майно, а якщо потрібно ‒ життя».